# Héctor Milián
Héctor Milián (Pinar del Río, 14 maggio 1968) è un ex lottatore cubano, specializzato nella lotta greco-romana.

## Palmarès

### Olimpiadi
- 1 medaglia:
  - 1 oro (Barcellona 1992 nei pesi massimi)

### Mondiali
- 1 medaglia:
  - 1 oro (Varna 1991 nei 100 kg)